# Elaphodelphax nigropicta
Elaphodelphax nigropicta är en insektsart som beskrevs av Ronald Gordon Fennah 1949. Elaphodelphax nigropicta ingår i släktet Elaphodelphax och familjen sporrstritar. Inga underarter finns listade i Catalogue of Life.